# Monroe (Indiana)
Monroe è un comune degli Stati Uniti d'America, situato nello Stato dell'Indiana, nella contea di Adams.